# Después de mayo
Después de mayo (en francés: Après mai) es una película dramática francesa de 2012 escrita y dirigida por Olivier Assayas. El film fue seleccionado para competir en el León de Oro en el Festival Internacional de Cine de Venecia de 2012, donde Assayas ganó el Mejor guion.

## Argumento
En 1971, el estudiante francés Gilles está inmerso en la efervescencia política y creativa de la época, marcada por los recientes cambios sociales propiciados por el Mayo del 68. Gilles se debate entre la solidaridad con sus amigos, sus ambiciones personales y su naciente amor con Christine.

## Reparto
- Clément Métayer como Gilles
- Lola Créton como Christine
- Félix Armand como Alain
- Carole Combes como Laure
- India Menuez como Leslie
- Hugo Conzelmann como Jean-Pierre
- Martin Loizillon como Rackam el Rojo
- André Marcon como Gilles' Father